# Lawrence Rucchin
Lawrence Rucchin (Thunder Bay, 12 maggio 1967 – Hamilton, 20 giugno 2002) è stato un hockeista su ghiaccio canadese naturalizzato italiano, di ruolo difensore destro.

## Biografia
Lawrence Rucchin era il fratello maggiore di Steve, stella di Anaheim Ducks, New York Rangers e Atlanta Thrashers.

## Carriera

### Club
Dopo le giovanili e i campionati universitari (in OUAA con la Sir Wilfrid Laurier University, con cui vinse due titoli, 1989 e 1990) si trasferì in Italia, fortemente voluto da Ted Sator, allenatore dell'HC Devils Milano.
Tutta la sua carriera nel campionato italiano si svolse a Milano, dapprima con i Devils, a cui fu legato per tre stagioni a partire dal 1992, e con cui vinse due scudetti (1992-93 e 1993-94), poi con il Milano24 con cui giocò per altre due stagioni (la squadra raggiunse in entrambi i campionati la finale, perdendo sempre contro l'HC Bolzano).
Nel 1997 Rucchin, come molti dei giocatori più rappresentativi del campionato italiano in quel periodo di crisi per il movimento, si trasferì all'estero. La sua prima squadra nella Deutsche Eishockey-Liga, il massimo campionato tedesco, furono i campioni in carica del Düsseldorfer EG. Tuttavia la stagione fu resa problematica da problemi societari, e la squadra retrocesse.
Dopo l'avventura olimpica passò ai Berlin Capitals, con cui rimase per due stagioni. Come miglior risultato ci fu la semifinale raggiunta nella stagione 1999-00.
Nel 2000 gli fu diagnosticato un tumore al colon. Fu costretto ad un anno di stop, ma parve rispondere bene alle cure, tanto che venne convocato per i mondiali del 2001 e fu messo sotto contratto per la stagione 2001-02 da una squadra della Southwestern Senior A Hockey League, i Dundas Real McCoys.
Dopo pochi incontri, una recrudescenza della malattia lo costrinse a combattere di nuovo con quella che in un'intervista aveva definito the challenge of my life. Rucchin è morto il 20 giugno 2002, una settimana dopo la nascita della sua seconda figlia.

### Nazionale
Nel 1995 fece il suo esordio con la nazionale italiana, in una amichevole giocata ad Asiago, contro la nazionale del suo paese natale, il Canada. La prima rete in maglia azzurra risale invece al torneo di preparazione alle olimpiadi di Nagano giocato a Sapporo nel febbraio 1998, contro i padroni di casa del Giappone.
Col Blue Team giocò poi i mondiali 1997, 1998 e 1999 e i Giochi olimpici di Nagano. Durante i mondiali del 1998, Rucchin si ritagliò un posto nella storia di questo sport: il 5 maggio l'Italia affrontò il Canada, in cui giocava il fratello Steve. Era solo la seconda volta che due fratelli si affrontavano in una competizione per nazionali sotto l'egida IIHF.

## Palmarès

### Club
- Campionato italiano: 2

Devils Milano: 1992-1993, 1993-1994